# Kilómetro G. Veintinueve
Kilómetro G. Veintinueve är en ort i Mexiko.   Den ligger i kommunen Omealca och delstaten Veracruz, i den sydöstra delen av landet, 260 km öster om huvudstaden Mexico City. Kilómetro G. Veintinueve ligger 403 meter över havet och antalet invånare är 209.
Terrängen runt Kilómetro G. Veintinueve är varierad. Runt Kilómetro G. Veintinueve är det ganska tätbefolkat, med 100 invånare per kvadratkilometer. Närmaste större samhälle är Cuitláhuac, 12,8 km nordost om Kilómetro G. Veintinueve. I omgivningarna runt Kilómetro G. Veintinueve växer i huvudsak städsegrön lövskog.